# Emma Sepúlveda Pulvirenti
Emma Sepúlveda Pulvirenti es una escritora chilena, nacida en Argentina y nacionalizada estadounidense, reconocida por su obra literaria, su labor académica y su defensa de los derechos de la comunidad latina en Estados Unidos.

## Primeros años
Emma Sepúlveda nació en Argentina en 1950 y se trasladó a Chile a los seis años, donde vivió su infancia. Estudió Historia en la Universidad de Chile hasta 1973. En 1974 emigró a Estados Unidos, donde obtuvo un Magíster y un Doctorado en Poesía Española del siglo XX en la Universidad de California, Davis.

## Carrera académica y activismo
Vivió en Estados Unidos por más de cuatro décadas y fue nombrada Foundation Professor Emerita en la Universidad de Nevada, Reno, donde fundó y dirigió el Latino Research Center.
En 1994 fue la primera mujer latina en postularse al Senado del estado de Nevada. Durante más de 15 años escribió una columna dominical sobre política, economía y temas sociales en la prensa local.
En 2009 fue nombrada por el gobierno de EE.UU. integrante del comité fundador del American Latino Museum. En 2014, fue designada por el presidente Barack Obama miembro del J. William Fulbright Foreign Scholarship Board, siendo la primera mujer latina en recibir esta distinción.

## Obra literaria y novelas destacadas
Emma Sepúlveda ha publicado más de treinta y cinco libros, abarcando poesía, narrativa, ensayo, crónica, crítica literaria y textos académicos.

### Selección de obras destacadas
- Tiempo cómplice del tiempo (1989) – poesía. Explora el paso del tiempo desde una mirada íntima.[3]
- Death to Silence (1997) – poesía en inglés (publicada en EE.UU.).
- From Border Crossings to Campaign Trail: Chronicle of a Latina in Politics (1998) – crónica personal sobre participación política.
- Converging Dreams: Why Latinos Support Obama (2012) – ensayo político y análisis cultural.
- Gringosincrasias: Cómo sobrevivir en EEUU (2013) – humor irónico sobre la vida latina en EE.UU., premiado con Latino Book Award.[4]
- Setenta días de noche. 33 mineros atrapados: historia oculta de un rescate (2017) – crónica del rescate de los mineros chilenos, con enfoque en testimonios inéditos; Latino Book Award.
- Historia de un invisible. Mario Sepúlveda antes y después de la tragedia minera (2019) – perfil crítico del icónico dirigente de la tragedia minera; Latino Book Award.
- El testimonio femenino como escritura contestataria (2020) – ensayo sobre literatura testimonial feminista.
- Los fantasmas de la casa de Orates (2020) – narrativa poética sobre la memoria y la locura.
- Cuando mi cuerpo dejó de ser tu casa: memorias de Ilse en Colonia Dignidad (2022) – novela basada en hechos reales, centrada en las mujeres prisioneras de Colonia Dignidad. Seleccionada para inaugurar el stand de Chile en la Feria del Libro de Frankfurt 2024, traducida al alemán y con adaptación cinematográfica en marcha.[5][6]

## Premios y reconocimientos
Ha recibido múltiples distinciones, entre ellas:
- Premio Thorton por la Paz
- GEMS Mujer del Año en Literatura
- Carolyn Kizer en Poesía
- Silver Pen en Literatura
- Inclusión en el Nevada Writers Hall of Fame (primera latina en recibirlo)
- Premio Mercouri (2024), por su contribución artística a los derechos humanos en el festival SOCIALMED (España)

## Activismo reciente y proyección internacional
En octubre de 2025 representará a Chile en el Festival Internacional de Escritoras ISLA en Dublín, invitada por la Embajada de Chile en Irlanda.

## Residencia actual
Después de su carrera en Estados Unidos, reside en Valencia, España, donde se dedica a la escritura, conferencias y proyectos sobre memoria, justicia de género y narrativa transformadora.